# Декурсель, Адриан
Адриан Пьер Анри Декурсель (28 октября 1821 — 6 августа 1892) — французский писатель, поэт и драматург.

## Биография
Автор около 70 водевилей, комедий и драм, написанных в 1845—1855 годах, частью в сотрудничестве с другими драматургами, в первую очередь, с Теодором Баррьером.
В 1851 году женился на племяннице Адольфа Филиппа Дэннери. В браке родился сын Пьер Декурсель (1856—1926), драматург и романист.
Похоронен на кладбище Пер-Лашез в Париже.

## Избранные произведения
- «Une soirée à la Bastille» (1845);
- «Don Gusman» (1846, в стихах);
- «La Marionette» (в стихах, 1848);
- «Diviser pour regner» (1850);
- «Les Petits Moyens» (1850);
- «Un Monsieur qui suit les femmes»;
- «Les Amazones» (1884) ;
- «Le Dragon de la reine» (комедийная опера, 1888);
- «La Belle Épicière» (оперетта, 1895) и др.

Под псевдонимом доктора Грегуара (Docteur Gregoire) издал интересный юмористический «Dictionnaire» или «Formules du D-r Gregoire» (1868).

## Награды
- Кавалер Ордена Почётного легиона